# Bathyhalacarus angustops
Bathyhalacarus angustops är en kvalsterart som först beskrevs av Newell 1984.  Bathyhalacarus angustops ingår i släktet Bathyhalacarus och familjen Halacaridae. Inga underarter finns listade.